# Bunny Lee
Pour les articles homonymes, voir Lee.
 (octobre 2020).
Si vous disposez d'ouvrages ou d'articles de référence ou si vous connaissez des sites web de qualité traitant du thème abordé ici, merci de compléter l'article en donnant les références utiles à sa vérifiabilité et en les liant à la section « Notes et références ».
Edward O'Sullivan Lee, plus connu sous le nom de Bunny Lee, ou encore Bunny "Striker" Lee, est un producteur jamaïcain né le 23 août 1941 à Kingston et mort le 6 octobre 2020.
Particulièrement actif à partir de 1973, Bunny Lee collabore avec le génie du dub King Tubby et produit des artistes comme Cornell Campbell, John Holt, Slim Smith et Johnny Clarke, ébauchant ainsi le style rockers.

## Biographie
Bunny Lee commence sa carrière dans l'industrie musicale comme record plugger pour Duke Reid et Leslie Kong, c'est-à-dire qu'il est chargé par ces producteurs de démarcher les radios jamaïcaines pour y présenter leurs dernières productions phonographiques. Bunny Lee se lance ensuite lui aussi dans la production avec l'aide de Duke Reid, et devient en 1967 le producteur attitré du label W.I.R.P (West Indies Recording Limited).
Détecteur de talents, innovateur, manager infatigable et intransigeant, Bunny Lee est l'inventeur du flying cymbal style, inauguré avec Johnny Clarke sur le titre None shall escape the judgement. Bunny Lee est l'un des plus influents producteurs jamaïcains. Sa contribution au reggae ne s'y limite d'ailleurs pas, car son influence peut se ressentir dans tous les styles de musique découlant du reggae. Il marque ainsi l'histoire de la musique à l'instar d'autres monstres sacrés tels que Phil Spector, qui révolutionna le rock avec la technique du "wall of sound".
Surnommé "Striker" pour son incroyable capacité à imposer des tubes ("to strike the hits"), Bunny "Striker" Lee est à l'origine d'un nombre incalculable de standards du reggae. Quasiment tous les grands artistes jamaïcains des années 60 et 70 ont travaillé pour lui. Avec quelques autres producteurs tels que Prince Buster, Lee Perry ou King Tubby, il a disputé le leadership de la scène musicale au grand Clement "Coxsone" Dodd, qui régnait en maître sur l'industrie musicale jamaïcaine avec le Studio One.
L'influence de Bunny Lee sur le reggae roots et sur le dub s'exerça également par l'entremise du backing-band qu'il avait réuni pour les enregistrements des artistes qu'il produit, The Aggrovators. Ce groupe, qui fit les belles heures du Studio Channel One, rassemblait les musiciens les plus emblématiques de Kingston : Aston "Familyman" Barrett, Carlton Barrett, Sly Dunbar, Robbie Shakespeare, Lloyd Parks, Carlton "Santa" Davis, Tommy McCook, Vin Gordon, Bobby Ellis, Lennox Brown, Winston Writght, Bernard Harvey, Ansell Collins, Earl 'Chinna' Smith, Willie Lindo, Skully 'Zoot' Simms.